# Dänische Fußballnationalmannschaft (U-19-Frauen)
Die dänische Fußballnationalmannschaft der U-19-Frauen repräsentiert die Dansk Boldspil Union im internationalen Frauenfußball. Die Nationalmannschaft bestritt 1997 noch als U-18 ihr erstes Spiel und nimmt seitdem an den Qualifikationen zur U-19-Fußball-Europameisterschaft der Frauen teil. Noch als U-18 konnte bei der ersten U-18-EM, die ohne Endrunde ausgespielt wurde, der Titel gewonnen werden. 2001 konnten sich die Däninnen erstmals für die Endrunde qualifizieren, wobei die Mannschaft Dritter wurde und sich für die erste U-19-Fußball-Weltmeisterschaft im Folgejahr qualifizieren konnte. Danach konnte noch viermal das Halbfinale erreicht werden, zuletzt 2018. Eine weitere WM-Qualifikation gelang bisher nicht.

## Turnierbilanz

### Weltmeisterschaft
- 2002: Vorrunde

### Europameisterschaft
- 1998: Europameister (keine Endrunde)
- 1999: nicht qualifiziert
- 2000: nicht qualifiziert
- 2001: Dritter
- 2002: Halbfinale
- 2003: nicht qualifiziert
- 2004: nicht qualifiziert
- 2005: nicht qualifiziert
- 2006: Halbfinale
- 2007: Vorrunde
- 2008: nicht qualifiziert
- 2009: nicht qualifiziert
- 2010: nicht qualifiziert
- 2011: nicht qualifiziert
- 2012: Halbfinale
- 2013: Vorrunde
- 2014: nicht qualifiziert
- 2015: Vorrunde
- 2016: nicht qualifiziert
- 2017: nicht qualifiziert
- 2018: Halbfinale
- 2019: nicht qualifiziert
- 2020: Meisterschaft wegen COVID-19-Pandemie abgesagt
- 2021: Meisterschaft wegen COVID-19-Pandemie abgesagt
- 2022: nicht qualifiziert
- 2023: nicht qualifiziert